# Неседа (Вісконсин)
Неседа (англ. Necedah) — селище (англ. village) в США, в окрузі Джуно штату Вісконсин. Населення — 924 особи (2020).

## Географія
Неседа розташована за координатами 44°1′20″ пн. ш. 90°4′30″ зх. д. / 44.02222° пн. ш. 90.07500° зх. д. (44.022101, -90.075047).  За даними Бюро перепису населення США в 2010 році селище мало площу 8,04 км², з яких 7,22 км² — суходіл та 0,81 км² — водойми.

## Демографія
Згідно з переписом 2010 року, у селищі мешкало 916 осіб у 376 домогосподарствах у складі 223 родин. Густота населення становила 114 осіб/км².  Було 469 помешкань (58/км²).
Расовий склад населення:
| - 96,6 % — білих - 0,7 % — чорних або афроамериканців - 0,3 % — азіатів - 0,1 % — корінних американців |

До двох чи більше рас належало 1,5 %. Частка іспаномовних становила 2,8 % від усіх жителів.
За віковим діапазоном населення розподілялося таким чином: 27,7 % — особи молодші 18 років, 56,3 % — особи у віці 18—64 років, 16,0 % — особи у віці 65 років та старші. Медіана віку мешканця становила 38,8 року. На 100 осіб жіночої статі у селищі припадало 92,4 чоловіків;  на 100 жінок у віці від 18 років та старших — 90,8 чоловіків також старших 18 років.
Середній дохід на одне домашнє господарство  становив 61 567 доларів США (медіана — 46 083), а середній дохід на одну сім'ю — 59 400 доларів (медіана — 50 114). Медіана доходів становила 40 132 долари для чоловіків та 40 625 доларів для жінок. За межею бідності перебувало 24,0 % осіб, у тому числі 35,3 % дітей у віці до 18 років та 5,4 % осіб у віці 65 років та старших.
Цивільне працевлаштоване населення становило 400 осіб. Основні галузі зайнятості: виробництво — 29,3 %, роздрібна торгівля — 18,3 %, освіта, охорона здоров'я та соціальна допомога — 17,3 %.